# The Bon Marché
The Bon Marché, waarvan de Franse naam 'de goede markt' of 'de goede deal' betekent, was een warenhuisketen die in 1890 in Seattle, Washington, Verenigde Staten, werd opgericht door Josephine en Edward Nordhoff. De naam is geïnspireerd op Le Bon Marché, de bekende Parijse winkelketen.
In 1929 werd The Bon Marché overgenomen door Hahn Department Stores, dat zelf een paar jaar later opging in Allied Stores. The Bon Marché was een solide winkel in het middensegment die vooral de arbeidersklasse van Seattle bediende. Ook in verschillende steden in het noordwesten van de Verenigde Staten werden vestigingen geopend. Onder hen waren Spokane, Tacoma, Yakima, Kennewick, Longview, Walla Walla, Olympia en Bellingham, Washington, Casper, Wyoming, Missoula, Montana, Great Falls, Montana, Idaho Falls, Idaho, Nampa, Idaho, Pocatello, Idaho en Boise, Idaho. Bij zijn klanten was het warenhuis doorgaans bekend als The Bon. Eind jaren 1970 schrapte het bedrijf de naam Marché uit de naam, maar halverwege de jaren 1980 werd de naam weer hersteld.

Allied Stores fuseerde in 1989 met Federated Department Stores. Als onderdeel van haar nationale rebranding-programma veranderde Federated Department Stores in 2003 de naam in Bon-Macy's. Op 6 maart 2005 werd de naam Bon-Macy's opgeheven en werden de winkels omgedoopt tot de Macy's Northwest-divisie van Federated Department Stores. Op 6 februari 2008 werd de Northwest-divisie van Macy's samengevoegd met de West-divisie van Macy's, gevestigd in San Francisco.

## Geschiedenis
De Bon Marché werd in 1890 opgericht door Edward en Josephine Nordhoff, die vanuit Chicago naar Seattle waren verhuisd. Edward Nordhoff was een Duitse immigrant die voor het warenhuis Louvre in Parijs had gewerkt, dat concurreerde met "Au Bon Marché". Nordhoff verhuisde in 1881 naar Chicago en werd manager van een warenhuis in Chicago, waar hij zijn vrouw Josephine ontmoette, die dertien jaar jonger was dan hij als bediende. 
De Nordhoffs huurden een klein winkelpand in het huidige Belltown op de hoek van 1st Avenue en Cedar Street voor $ 25 per maand. Ze investeerden hun hele spaarrekening in spullen voor de winkel en probeerden klanten weg te lokken uit het belangrijkste winkelgebied van de stad. Josephine Nordhoff vulde de schappen, hield de boeken bij en maakte de winkel schoon; later leerde ze de Chinook-taal om Indiaanse klanten te bedienen. Om klanten te behouden tijdens de economische paniek van begin jaren negentig van de 19e eeuw, sloegen de Nordhoffs zakken vol met centen in om kleine kortingen te kunnen geven. Het groeiende succes van de winkel stelde de Nordhoffs in staat om in 1896 dichter bij het zakendistrict te verhuizen en een L-vormig gebouw te huren op de hoek van 2nd Avenue en Pike Street.

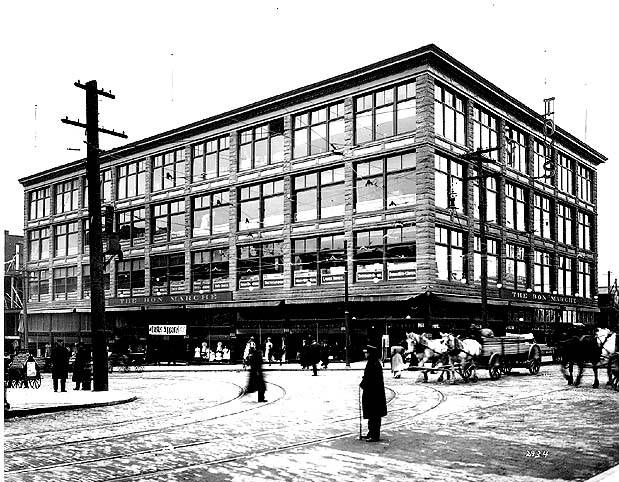
De Bon Marché van 1902, hier afgebeeld in 1907.

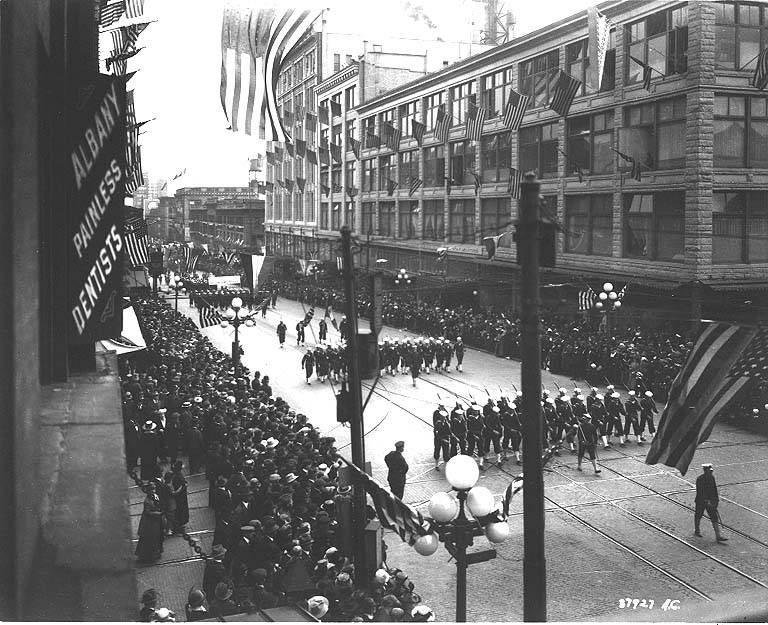
The Bon Marché in 1919, met de toevoeging uit 1911 aan de zuidkant.

In 1899, op 40-jarige leeftijd, stierf Edward aan een ziekte die zijn arts phthisis noemde, waarschijnlijk tuberculose. Josephine hertrouwde twee jaar later. Haar nieuwe echtgenoot, Frank McDermott, ging samen met haar en Rudolph Nordhoff, Edwards broer, The Bon Marché runnen. Onder leiding van dit drietal maakte de winkel een periode van snelle groei door. De omzet steeg van $338.000 in 1900 tot $8 miljoen in 1923. De winkel werd twee keer uitgebreid op de locatie Second Street en Pike Street, in 1902 en 1911. In 1929 werd The Bon Marché geopend op de hoek van Third Street en Pine Street. Dat jaar werd de winkel verkocht aan Hahn Stores uit Chicago, dat vijf jaar later werd overgenomen door Allied Stores. Beide ondernemingen zetten de winkel onder de oorspronkelijke naam voort. In 1937 opende The Bon Marché zijn eerste winkel buiten Washington door een fusie van C.C. Anderson's uit Boise, Idaho met The Bon Marché van Allied Stores. De winkel in het centrum van Boise bleef meer dan 70 jaar in bedrijf, tot begin 2010, al was het de laatste jaren een Macy's-filiaal.
Na de Tweede Wereldoorlog begon The Bon met het openen van meer winkels. In 1949 was het de hoofdwinkel van een van de eerste moderne winkelcentra ter wereld, Northgate Mall. In 1986, toen Campeau Corporation Allied Stores overnam, was The Bon Marché een van de bekendste retailers in het noordwesten van de VS, met ongeveer 40 winkels verspreid over de regio. In 1978 nam het bedrijf negen winkels over, waaronder Missoula Mercantile in Missoula, Montana. De winkel in Missoula sloot in 2010 als Macy's.
The Bon opende en exploiteerde ook drie winkels in Utah: de grootste was in Ogden, in de Ogden City Mall. De tweede was in Layton Hills Mall in Layton, een slaapstad ten noorden van Salt Lake City. De derde plaats was de kleinste winkel van de hele keten, in Logan. Deze winkel bevond zich in het Cache Valley Mall. De winkels in Ogden en Logan werden in 1988 verkocht aan de warenhuizen Lamonts omdat ze niet goed presteerden. De vestiging van Layton bleef open tot 1993, toen deze werd verkocht aan JC Penney.
Na een nieuwe eigenaarswisseling in 1990 kwam The Bon in handen van Federated Department Stores, een bedrijf uit Cincinnati dat ook eigenaar is van de ketens Macy's en Bloomingdales. In 2001 opende The Bon Marché een prototypewinkel in Helena, Montana. De 6.000 m² grootte    winkel had alles wat een typische Bon Marché ook had, plus centrale kassa's.

### Naamswijzigingen
In augustus 2003 veranderde Federated de naam van The Bon Marché in Bon-Macy's. Federated had Macy's ook toegevoegd aan de namen van vier andere regionale ketens onder zijn paraplu (Burdines in Florida, Lazarus in het Middenwesten, Goldsmith's in Tennessee en Rich's in het zuidoosten).  Klanten hadden ongeveer een jaar de tijd om aan die verandering te wennen toen Federated Department Stores in september 2004 aankondigde dat al haar regionale ketens omgedoopt zouden worden tot Macy's. 
In 2004 telde Bon-Macy's 50 winkels in Washington, Oregon, Idaho, Montana en Wyoming. In januari 2005 waren er nieuwe winkelborden met de tekst Macy's. In de voormalige vlaggenschipwinkel in het centrum van Seattle is nog één klein, origineel voorbeeld van het The Bon Marché-bord te vinden. Dit is te zien boven de noordelijke ingang van de winkel, op de hoek van 4th Ave en Olive Way.
Op 6 februari 2008 maakte Terry Lundgren de lokalisatiestrategie en het plan van het bedrijf om 2.550 banen te schrappen, bekend. Dit hield in dat het hoofdkantoor van Macy's Northwest werd opgeheven en dat alle voormalige The Bon Marché-winkels werden samengevoegd onder de Macy's West-divisie. 